# Maiak (Crimea)
|  | Per a altres significats, vegeu «Maiak». |

Maiak (en ucraïnès i rus: Маяк) és un poble de la República Autònoma de Crimea a Ucraïna, que el 2014 tenia 114 habitants. Pertany al districte de Txornomórske.